# دون بوين
دون بوين (بالإنجليزية: Don Bowen)‏ هو سياسي أمريكي، ولد في 7 مايو 1945 في تشارلستون في الولايات المتحدة. حزبياً، نشط في الحزب الجمهوري. وقد انتخب عضو مجلس نواب كارولاينا الجنوبية.